# Carsix
Carsix ist eine Ortschaft und eine Commune déléguée in der französischen Gemeinde Nassandres sur Risle mit 261  Einwohnern (Stand: 1. Januar 2022) im Département Eure in der Region Normandie.

## Geografie
Carsix liegt in Nordfrankreich im Süden der Landschaft Lieuvin, 54 Kilometer südöstlich von Le Havre, 7,7 Kilometer nordöstlich von Bernay, dem Sitz der Unterpräfektur des Arrondissements, und 4,8 Kilometer nordwestlich von Serquigny auf einer mittleren Höhe von 141 Metern über dem Meeresspiegel. Die Mairie steht auf einer Höhe von 157 Metern.
Nachbargemeinden der Gemeinde Carsix waren Boisney im Nordwesten, Fontaine-la-Soret im Osten, Serquigny im Südosten und Saint-Léger-de-Rôtes im Südwesten. Das Gemeindegebiet hat eine Fläche von 657 Hektar. Der Weiler Malbrouck an der ehemaligen Route nationale 13 (seit 2006 D613) gehört zur Gemeinde.
Carsix war eine der Gemeinden im Département Eure, in denen die Gefahr sich plötzlich bildender metertiefer Löcher besteht. Die sogenannten Marnières sind alte Mergelgruben, die sich zum Beispiel nach starkem Regen öffnen können, wenn die Schuttfüllung in die Seitengänge geschwemmt wird. Durchschnittlich gibt es im Département Eure etwa 15 unterirdische Hohlräume, besonders Marnières und Versickerungsstrecken pro Quadratkilometer. In Carsix gibt es 17 ehemalige Mergelgruben, zwei karstische Hohlräume und fünf andere unterirdische Hohlräume.
Carsix ist einer Klimazone des Typs Cfb (nach Köppen und Geiger) zugeordnet: Warmgemäßigtes Regenklima (C), vollfeucht (f), wärmster Monat unter 22 °C, mindestens vier Monate über 10 °C (b). Es herrscht Seeklima mit gemäßigtem Sommer.

## Geschichte
Die Ortschaft wurde 1180 unter dem Namen Caresis erstmals erwähnt. Die Ländereien von Carsix gehörten gegen Ende des 14. Jahrhunderts dem Seigneur von Thibouville. Durch Heirat der Erbin von Thibouville erhielt Henri de Gouvis Carsix im Jahr 1420. Im Jahr 1560 erhielt Pierre II. du Fay, vicomte de Pont-Audemer, die Seigneurie. Im 17. Jahrhundert wurde ein Familienzweig Fay de Carsix gegründet. Die Seigneurie blieb bis zur Französischen Revolution (1789–1799) im Besitz der Familie.
| Jahr | Einwohner |
| ---- | --------- |
| 1793 | 611       |
| 1806 | 693       |
| 1851 | 594       |
| 1866 | 483       |
| 1876 | 396       |
| 1901 | 257       |
| 1931 | 232       |
| 1968 | 266       |
| 1982 | 290       |
| 2009 | 254       |

1793 erhielt Carsix im Zuge der Französischen Revolution den Status einer Gemeinde und 1801 durch die Verwaltungsreform unter Napoleon Bonaparte (1769–1821) unter dem Namen Carsi das Recht auf kommunale Selbstverwaltung. Auch wenn die Seigneurien durch die Revolution aufgelöst wurden, blieb die Familie Fay bis zum Beginn des 20. Jahrhunderts im Besitz des Schlosses.
Am 28. August 1833 reiste Louis-Philippe I. (1773–1850) durch Carsix. Zur Erinnerung daran wurde fortan ein zweiter großer Markt in Malbrouck gehalten. Vorher gab es nur am 20. Januar einen Markt.
Im Zweiten Weltkrieg (1939–1945) besetzte die Wehrmacht die Gemeinde und nutzte das Schloss als Kommandantur. Nach der Flucht der Deutschen diente das Schloss als Hospital. Der Schlosspark fungierte währenddessen als Soldatenfriedhof.
Die Gemeinde Carsix wurde am 1. Januar 2017 mit Fontaine-la-Soret, Nassandres und Perriers-la-Campagne zur Commune nouvelle Nassandres sur Risle zusammengeschlossen.

## Kultur und Sehenswürdigkeiten

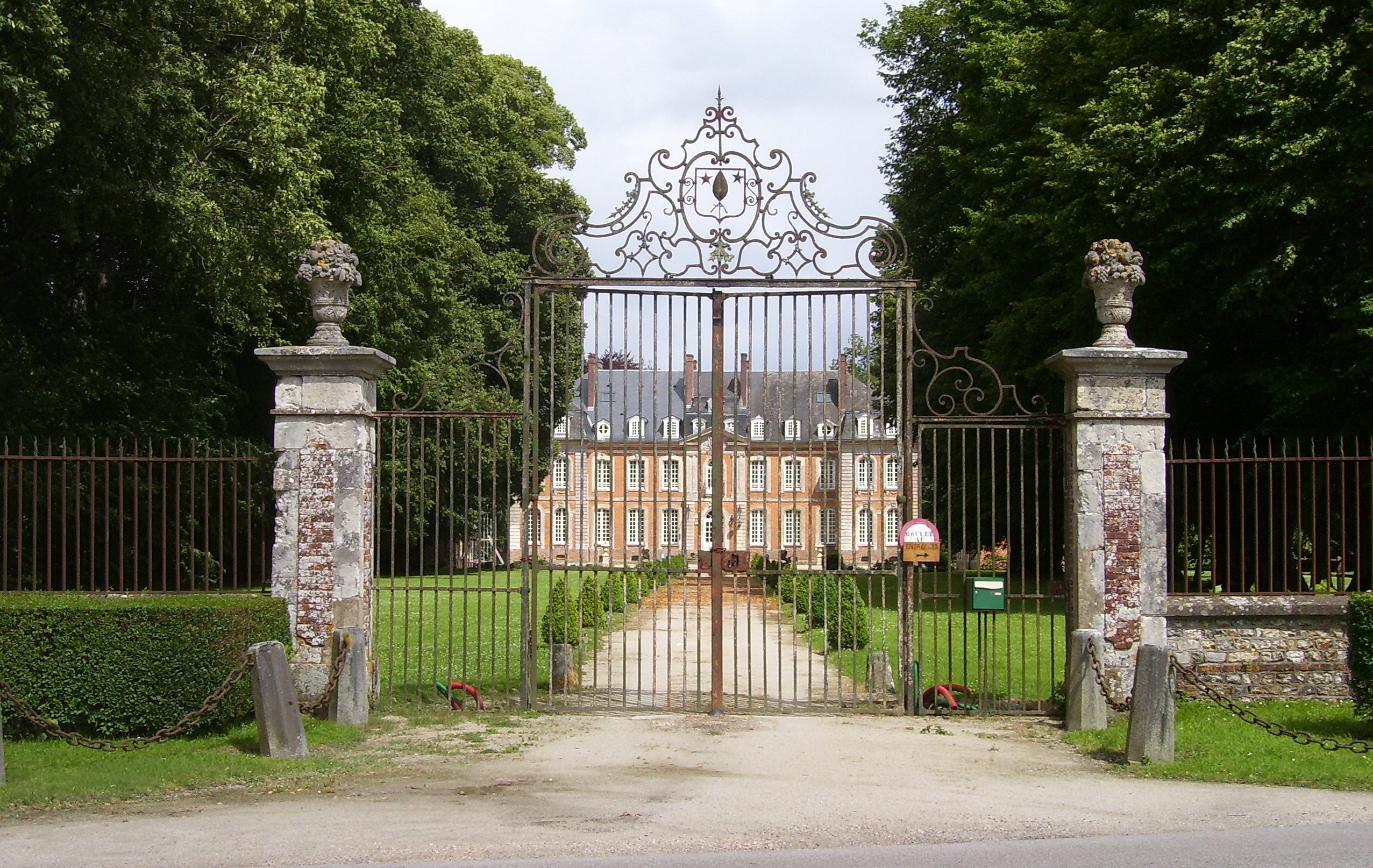
Das schmiedeeiserne Eingangstor des Schlosses

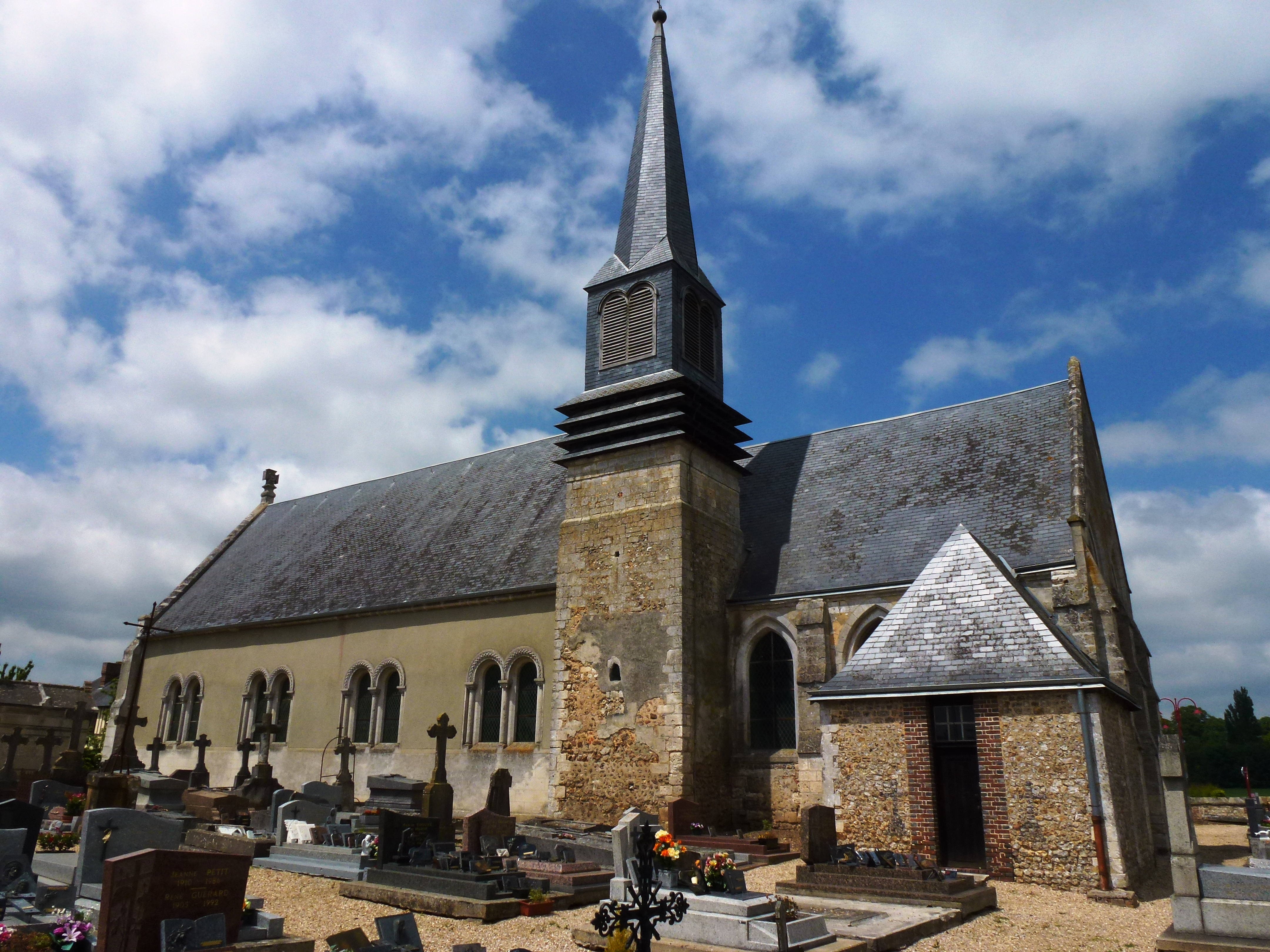
Kirche Saint-Martin

Das Schloss von Carsix wurde von Pierre-Georges du Fay um 1741 auf den Fundamenten eines älteren Gebäudes errichtet. Sein Sohn Pierre-Philippe ließ die seigneuriale Kapelle bauen. Das Schloss hat zwei Seitenflügel. Die Fassade besteht aus rotem Backstein und hellem Naturstein. Nach seiner Heirat im Jahr 1900 zog Georges du Fay in das Département Manche und verkaufte das Schloss in Carsix. Es wechselte daraufhin mehrfach den Besitzer. Nach dem Zweiten Weltkrieg wurden Teile des Schlosses durch Schimmel zerstört. Als eine private Gesellschaft 1966 das Gebäude erwarb, war im Gebäudeinneren nur ein original eingerichteter Raum im Stil des Louis-quinze erhalten.
An der Straße nach Plasnes steht ein Herrenhaus mit Taubenhaus im Stil des Klassizismus des frühen 19. Jahrhunderts.
In Carsix gibt es 31 Häuser und Bauernhöfe aus dem 17. bis 19. Jahrhundert. Neun davon wurden bisher von der staatlichen Denkmalbehörde besichtigt, die meisten davon stammten aus dem 18. Jahrhundert.
Carsix ist Teil der römisch-katholischen Gemeinschaft Communauté de Plasnes – Saint Léger de Rôtes, die zur Pfarrei Notre Dame de Charentonne des Bistums Évreux gehört.
Schutzpatron der Kirche Saint-Martin ist Martin von Tours. Das Kirchenschiff wurde zu Beginn des 12. Jahrhunderts errichtet, der Chor wurde im 14. Jahrhundert umgebaut, Kirchturm und Dach des Kirchenschiffs wurden im 16. Jahrhundert ergänzt beziehungsweise erneuert. Im 19. Jahrhundert wurde die Kirche restauriert.

## Wirtschaft und Infrastruktur
Im Jahr 2009 waren 23,5 Prozent der Erwerbstätigen in der Gemeinde beschäftigt, die anderen waren Pendler. 13,4 Prozent der Arbeitnehmer waren arbeitslos.
Es gibt einen Kindergarten, eine Fleischerei und ein Gewerbegebiet in Malbrouck, in dem sich unter anderem ein großer Baumarkt der Kette Brico Dépôt befindet. Der nächstgelegene Bahnhof steht in Serquigny. Der nächste Flughafen ist der 45 Kilometer entfernt liegende Flughafen Deauville in Saint-Gatien-des-Bois.
Auf dem Gemeindegebiet gelten kontrollierte Herkunftsbezeichnungen (AOC) für Calvados und Pommeau (Pommeau de Normandie) sowie geschützte geographische Angaben (IGP) für Schweinefleisch (Porc de Normandie), Geflügel (Volailles de Normandie) und Cidre (Cidre de Normandie und Cidre normand).

## Persönlichkeiten
- Marie de Carsi, Amme von Johann I.  (15. bis 19. November 1316) und Tochter von Picard, dem damaligen Seigneur von Carsix, taucht als Marie de Cressay in den historischen Romanen Les Rois Maudits von Maurice Druon auf.[13][14][15]